# Nealchornea
Nealchornea é um género botânico pertencente à família Euphorbiaceae.

## Espécies
- Nealchornea stipitata
- Nealchornea yapurensis

## Nome e referências
Nealchornea Huber